# Huwelijkse voorwaarden

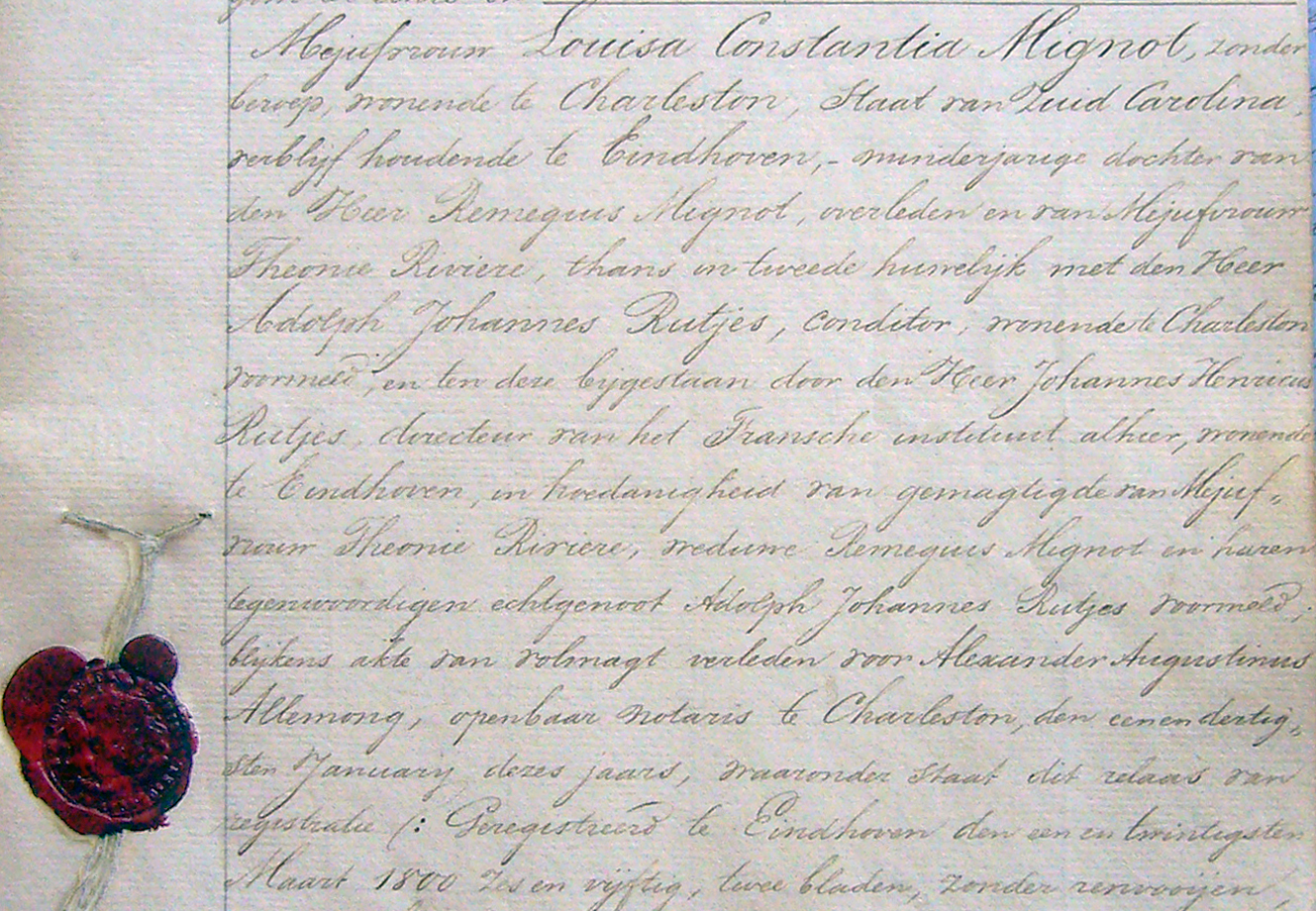
Huwelijksvoorwaarden van het paar Mignot-Riviere (1856), uit het archief van notaris Jonckbloet te Eindhoven.

Met huwelijkse voorwaarden wordt in Nederland bedoeld een overeenkomst tussen echtgenoten, waarin het recht op huwelijksvermogen (bezit, inkomen en schulden) van beiden wordt geregeld. Huwelijkse voorwaarden komt men overeen als men wil afwijken van het wettelijk vermogensstelsel van de gemeenschap van goederen. De wettelijke gemeenschap van goederen ontstaat van rechtswege (dat wil zeggen automatisch) bij het aangaan van een huwelijk. Hetzelfde geldt voor geregistreerd partnerschap, de voorwaarden heten dan partnerschapsvoorwaarden. Tot 1 januari 2018 was de wettelijke hoofdregel dat alles wat de partners aan privévermogen en schulden hadden vóór aangaan van het huwelijk in de huwelijksgemeenschap van goederen viel met alles wat per datum huwelijk is verkregen. Bij huwelijken gesloten na 1 januari 2018 valt alleen alles wat per datum huwelijk is verkregen in de huwelijksgemeenschap. Het nieuwe wettelijk stelsel wordt wel beperkte gemeenschap van goederen genoemd maar dat begrip is verwarrend, de gemeenschap is niet beperkt, alles wat per datum huwelijk wordt verkregen valt er in. Men doelt op het verschil met de oude situatie, maar de oude situatie bestaat per 1 januari 2018 dus niet meer.
De notaris moet van de huwelijkse voorwaarden een akte opmaken, anders zijn ze niet geldig. Hij kan de akte van huwelijkse voorwaarden inschrijven in het openbaar huwelijksgoederenregister bij de rechtbank van de plaats waar het huwelijk wordt gesloten. Het openbaar huwelijksgoederenregister kan door iedereen worden ingezien. Indien de huwelijkse voorwaarden niet worden ingeschreven, werken ze alleen tussen de echtgenoten onderling. Bepalingen in de huwelijkse voorwaarden kunnen dan niet door de echtelieden tegen derden worden ingeroepen.
Huwelijkse voorwaarden kunnen zowel vóór het sluiten van het huwelijk, als tijdens het huwelijk worden gemaakt. Tot 1 januari 2012 moesten ze door de rechtbank worden goedgekeurd om te voorkomen dat schuldeisers werden gedupeerd, de Wet aanpassing wettelijke gemeenschap van goederen (Stb 2011, 205) veranderde dit, goedkeuring is niet meer vereist.
Wettelijke bepalingen over huwelijkse voorwaarden zijn opgenomen in titel 8 van Boek 1 van het Burgerlijk Wetboek. Deze regels gelden ook voor een geregistreerd partnerschap, al wordt in het spraakgebruik daarvoor de term 'partnerschapsvoorwaarden' gehanteerd.
Een verrekenbeding is een afspraak tussen partners om inkomsten en/of vermogen met elkaar te verrekenen om een bepaalde reden. Verrekenbedingen worden gerekend tot huwelijksvoorwaarden.

## Redenen voor het opstellen
Voor het opstellen van huwelijkse voorwaarden zijn een aantal hoofdredenen te onderscheiden:
- Bescherming tegen ondernemersrisico’s: schuldeisers van de ondernemer kunnen het vermogen van de partner niet aanspreken (tenzij de partner zich mede garant stelt, wat banken vaak wel als voorwaarde stellen als men een lening wil afsluiten).
- Bescherming van het eigen vermogen (of bepaalde goederen) tegen aanspraken van de partner bij echtscheiding.
- Voorkomen van deling van inkomen, schenkingen, makingen of erfenissen.
- Voorkomen van aantasting van het eigen vermogen door gedragingen van de partner.

## Contractuele huwelijksstelsels
Ruwweg zijn de voorwaarden door het notariaat in drie soorten stelsels onderverdeeld, deze begrippen staan niet in de wet:
1. koude uitsluiting,
2. beperkte gemeenschappen en
3. verrekenbedingen:  periodiek/Amsterdams, facultatief of finaal

De begrippen zijn namen voor modelregelingen uit het notariaat en de advocatuur. Elke soort heeft eigen voor- en nadelen. In de praktijk komen mengvormen van deze drie soorten veel voor. Ieder echtpaar heeft namelijk specifieke wensen en een eigen motivering om de voorwaarden op te stellen. Bij de wetswijziging in 2001 van het burgerlijk wetboek inzake huwelijkse voorwaarden werd de volgende tabel gegeven van het voorkomen van verschillende soorten van huwelijkse voorwaarden in 1996:
| Verrekeningstelsels                                             | 72,7% | (verrekenbedingen)     |
| Koude uitsluiting                                               | 13,5% | (koude uitsluiting)    |
| Gemeenschap van goederen met uitzondering van bepaalde goederen | 2,2%  | (beperkte gemeenschap) |
| Gemeenschap van inboedel                                        | 1,8%  | (beperkte gemeenschap) |
| Gemeenschap van woonhuis                                        | 1,0%  | (beperkte gemeenschap) |
| Wettelijk deelgenootschap                                       | 0,7%  | (beperkte gemeenschap) |
| Gemeenschap van vruchten in inkomsten                           | 0,2%  | (beperkte gemeenschap) |
| Gemeenschap van winst en verlies                                | 0,1%  | (beperkte gemeenschap) |
| Overige stelsels                                                | 8,6%  |                        |

### Koude uitsluiting
Bij 'koude uitsluiting' wordt door middel van de huwelijkse voorwaarden iedere vorm van gemeenschappelijk vermogen (bezit, inkomen, schulden) uitgesloten. Het is een uitsluiting van gemeenschap (NL) of een scheiding van goederen (B). De betekenis van het woord 'koud' is dubbel. Deze verwijst enerzijds naar de omstandigheid dat de echtgenoten niets gemeenschappelijk maken en ook niets met elkaar verrekenen, economisch blijven zij dus koud tegenover elkaar staan. Anderzijds is er een link met het 'de koude kant', een uitdrukking die gebruikt wordt voor de aangetrouwde tak van de familie, die geen bloedverwant is (bloed is 'warm'). De regeling komt uit de tijd dat de gehuwde man zeggenschap had en de vrouw niet, de man regelde dit voor het huwelijk met de notaris, ook nagenoeg uitsluitend man.
Na het sluiten van dit soort huwelijkse voorwaarden bestaat tussen de echtelieden een minimum aan financiële banden. Het enige wat hen aan elkaar bindt, is de wettelijke verplichting om elkaar 'het nodige' te verschaffen waaronder de meer concrete verplichting de kosten van de huishouding te dragen en het geld daarvoor te verschaffen. Dit is de Nederlandse terminologie. In België heet het dan dat de echtgenoten naar evenredigheid van hun vermogen moeten bijdragen in de lasten van het huwelijk. Bij een scheiding hoeft in de regel niets verdeeld te worden van vermogen.
Commentaar
Het nadeel van dit soort huwelijkscontract is dat dit tot zeer onrechtvaardige situaties kan leiden, bijvoorbeeld wanneer een van beide partners geen inkomen heeft, dat was in de regel de vrouw. De keuze voor 100% koude uitsluiting wordt de laatste decennia minder gemaakt; oorspronkelijk was het de gebruikelijke vorm. Het pakt in de praktijk echter vaak onbillijk uit voor de niet-beroepsactieve echtgenoot die veel heeft geïnvesteerd in huishouden, gezin en kinderen. Om die reden heeft professor Alain Laurent Verbeke, hoogleraar privaatrecht en rechtsvergelijking aan de Katholieke Universiteit Leuven en de Universiteit van Tilburg, voor een wettelijk verbod op deze constructie gepleit bij de komende reconstructie van het huwelijksvermogensrecht. Zo wordt gepleit voor meer genuanceerde huwelijkscontracten met bijvoorbeeld een verrekenbeding (zie hieronder), de zgn. warme uitsluiting. Aldus wordt betoogd dat partners, ook deze buiten huwelijk voor zover in een duurzame relatie, gelijkelijk moet delen of verrekenen in hetgeen zij tijdens de duur van de relatie uit arbeid hebben opgebouwd. Het argument voor huwelijksvoorwaarden van koude uitsluiting is dat geen van de partners financieel (veel) beter hoeft te worden van een scheiding ten opzichte van de situatie dat men elkaar nog niet kende.

### Beperkte gemeenschappen
Bij beperkte gemeenschap van goederen is er sprake van een gemeenschappelijk deel en een privédeel. Er kan bijvoorbeeld gekozen worden voor een vastgelegd gemeenschappelijk deel, bijvoorbeeld de inboedel van het huis, waarbij de rest privébezit van de afzonderlijke echtelieden is. Ook kan voor het omgekeerde gekozen worden, dus dat er gemeenschap is in alle goederen, behalve bepaalde vastgelegde zaken (bijvoorbeeld goederen die men al bezat voorafgaand aan het huwelijk, schenkingen of erfrecht).
Een praktisch probleem van deze voorwaarden is dat het vaak moeilijk is om privébezit en gemeenschappelijk bezit uit elkaar te houden. Voor deze vorm van huwelijkse voorwaarden wordt dan ook in Nederland niet zoveel gekozen. In het buitenland is deze vorm overigens zeer gebruikelijk. In 2003 is een wetsvoorstel ingediend bij de Tweede Kamer, waardoor de beperkte gemeenschap van goederen de standaard wordt, in plaats van de algehele gemeenschap van goederen.

#### Gemeenschap van vruchten en inkomsten
Bij de gemeenschap van vruchten en inkomsten bleef alles wat men heeft voor het huwelijk persoonlijk eigendom. Alles wat men tijdens het huwelijk verkreeg is gemeenschappelijk, behalve als het voor meer dan de helft uit het persoonlijk vermogen van een van de echtgenoten was betaald. Het bedrijf van een echtgenoot bleef persoonlijk eigendom, maar de winst of het verlies uit het bedrijf was gemeenschappelijk. Erfenissen, schenkingen en giften die tijdens het huwelijk werden ontvangen horen niet bij de gemeenschap. Schulden ‘volgen’ de goederen: als de goederen persoonlijk eigendom zijn, is de schuld die voor die goederen gemaakt is ook persoonlijk. Als de goederen gemeenschappelijk zijn, is de schuld ook gemeenschappelijk. Als bij ontbinding van de gemeenschap, bijvoorbeeld bij echtscheiding of overlijden, er meer schulden zijn dan bezittingen, moet de schuld worden betaald door de echtgenoot die de schuld is aangegaan.
Dit stelsel is vervallen met de inwerkingtreding van de Wet van 18 april 2011 tot wijziging van de titels 6, 7 en 8 van Boek 1 van het Burgerlijk Wetboek (aanpassing wettelijke gemeenschap van goederen).

#### Gemeenschap van winst en verlies
De gemeenschap van winst en verlies was gelijk aan de gemeenschap van vruchten en inkomsten, alleen werd bij ontbinding van de gemeenschap een eventueel overblijvende schuld gelijk verdeeld.
Dit stelsel is vervallen met de inwerkingtreding van de Aanpassing wettelijke gemeenschap van goederen.

#### Wettelijk deelgenootschap
Een stelsel van huwelijkse voorwaarden dat van 1970 tot 2002 in de wet was opgenomen. Vanzelfsprekend is dit stelsel nog steeds van kracht voor echtparen bij wie het in die periode in de akte van huwelijkse voorwaarden is opgenomen. Bij dit stelsel is er geen gemeenschap van goederen. Wel moet de vermeerdering van het vermogen worden gedeeld bij het einde van het huwelijk. Erfenissen en schenkingen vallen buiten de verdeling. Het vermogen aan het begin van het huwelijk, plus de erfenissen en schenkingen die men heeft ontvangen tijdens het huwelijk vormen samen het stamvermogen. Het bedrag dat men moet delen berekent men door aan het eind van het huwelijk het totale vermogen te verminderen met het stamvermogen.

### Periodieke verrekening van inkomsten
Een inkomsten-verrekenbeding wordt vaak gecombineerd met een uitsluiting van algehele gemeenschap van goederen of met een beperkte goederengemeenschap. In het geval van het periodieke verrekenbeding komt men overeen na een bepaalde periode, meestal een jaar, het inkomen van beiden, verminderd met de kosten van de gezamenlijke huishouding, samen te voegen en het saldo bij helfte te delen. De minst verdienende echtgenoot krijgt door de verrekening van inkomsten een vordering op de ander, die volgens de wet in geld moet worden uitbetaald. Het gaat alleen om de batige saldi van beiden. Als het inkomen van een echtgenoot door ondernemingsverlies negatief is, wordt dat niet in de inkomstenverrekening betrokken. In januari kan dan weer met een schone lei begonnen worden. Dit wordt ook wel het Amsterdamse verrekenbeding genoemd, naar ontwerpen van Lubbers (1935) — het "oude Amsterdams model" — en Van der Ploeg (1959) — het "nieuwe Amsterdams model". 
Een praktische methode is het hele jaar het verdiende geld op een "gezamenlijke bankrekening" te storten en daaruit alle uitgaven voor de gezamenlijke huishouding te betalen. Die bankrekening behoort, omdat er geen gemeenschappelijk vermogen is, tot het vrije mede-eigendom van beiden; na afloop van een jaar dient het saldo alsnog verdeeld te worden, bijvoorbeeld door storting op de privé-rekeningen. Zo'n bankrekening houdt namelijk alleen in dat beiden bevoegd zijn te beschikken: het zegt niets over de mate van gerechtigheid van beide echtgenoten; alleen als die niet meer bewezen kan worden, zal gelden dat ieder tot de helft gerechtigd is.
De rechtspraak toont aan, dat het inkomstenverrekenbeding voor de nodige uitvoeringsproblemen zorgt. Uitvoeringsproblemen komen dan aan het licht in het kader van echtscheidingsprocedures. Oorzaak van die problemen blijkt voornamelijk te zijn dat de echtparen verzuimden tijdens het huwelijk de verrekening uit te voeren. Zo staat in oudere akten van huwelijkse voorwaarden vaak een termijn waarbinnen de verrekening plaats moet vinden. Na die termijn kan niet meer met terugwerkende kracht worden verrekend. In het geval dat één partner geen inkomen heeft en er tijdens het huwelijk nooit verrekend is, staat die partner bij echtscheiding alsnog met (bijna) lege handen. Halverwege de jaren 90 heeft de Hoge Raad (HR 19 januari 1996, NJ 1996, 617 (Rensing-Polak)) bepaald dat een beroep op zo een vervaltermijn naar maatstaven van redelijkheid en billijkheid onaanvaardbaar moet worden geacht, tenzij blijkt van omstandigheden die een beroep op het beding rechtvaardigen. De accountskamer oordeelde in 2020 dat de accountant in deze een zorgplicht heeft.
Sindsdien wordt een korte vervaltermijn steeds minder in de akte van huwelijkse voorwaarden opgenomen.

### Finaal verrekenbeding
In het geval van het 'finale verrekenbeding' wordt de waarde van alle eigendommen van een echtpaar gelijk verdeeld bij het eindigen van de huwelijksovereenkomst, alsof het echtpaar in gemeenschap van goederen getrouwd was. Deze vorm van verrekenbeding kan dienen als aanvulling op een van de vorige genoemde drie soorten voorwaarden. Men kan hiervoor bijvoorbeeld kiezen, wanneer men tijdens het huwelijk een strikte scheiding wil tussen elkaars eigendommen - omdat een van beiden bijvoorbeeld een eigen bedrijf heeft - maar men al het geld na overlijden of echtscheiding toch eerlijk verdeeld wil hebben.

## Bepalingen die in de akte kunnen voorkomen
De meeste van de hieronder genoemde bepalingen hebben betrekking op de meest voorkomende stelsels: het inkomensverrekenbeding en de koude uitsluiting.
- Uitsluiting of beperking van de gemeenschap van goederen, eventuele verwijzing naar een wettelijk geregeld stelsel.
- Bij een beperkte gemeenschap van goederen een benoeming van die gemeenschappelijke goederen.
- Een omschrijving wat tot de kosten van de huishouding wordt gerekend.
- Een verhouding waarin de kosten van de huishouding worden verdeeld.
- Een definitie van het inkomen waaruit de kosten van de huishouding worden betaald (wat wordt wel of niet tot het inkomen gerekend).
- Een definitie van het vermogen (wat wordt wel of niet tot het vermogen gerekend en hoe wordt de waarde van het vermogen vastgesteld) waaruit de kosten van de huishouding moeten worden betaald.
- Een termijn waarbinnen de kosten van de huishouding moeten worden verrekend.
- Verdeling van inkomen hoger dan de kosten van de huishouding.
- Een definitie van het inkomen dat moet worden verdeeld (dit kan afwijken van het inkomen waaruit de kosten van de huishouding moeten worden betaald).
- Een termijn waarbinnen verrekening van inkomens plaats moet vinden.
- Beperking van inkomensverrekening bij bedrijfsverliezen.
- Compensatie van bedrijfsverliezen voordat inkomensverrekening plaatsvindt.
- Pensioenverevening. Zie ook Wet verevening pensioenrechten bij scheiding.
- Finaal verrekenbeding
- alimentatie (pas mogelijk om toe te voegen wanneer men al getrouwd is of een geregistreerd partnerschap heeft)

## Opstellen en wijzigen
Bij het opstellen van de huwelijkse voorwaarden zullen er bij de notaris een aantal vragen naar voren komen. Dit kunnen bijvoorbeeld de volgende aandachtspunten zijn:
- Verdelen van het vermogen (bijvoorbeeld schenkingen of erfenissen)
- Verdelen van de inkomsten uit arbeid
- Verdelen van de kosten voor het huishouden
- Gevolgen van een echtscheiding
- Gevolgen van overlijden van een van beiden
- Gevolgen voor het pensioen en verzekeringen
- Een eventuele eigen onderneming
- Regelingen rond (de financiering van) een huis

Voor het opstellen of wijzigen van huwelijkse voorwaarden is medewerking van beide partijen nodig. In de regel worden ze opgesteld voorafgaand aan het huwelijk. De voorwaarden moeten worden vastgelegd in een notariële akte. De huwelijkse voorwaarden zijn pas geldig vanaf het moment dat het huwelijk tot stand is gekomen. Het maken van huwelijkse voorwaarden kost, afhankelijk van de notaris, zo tussen de 500 en 1000 euro.
Achteraf wijzigen of alsnog aangaan van huwelijkse voorwaarden is ook mogelijk. Rechterlijke goedkeuring is hiervoor per p 1-1-2012 niet meer nodig .
Ook wanneer twee geregistreerde partners huwelijkse voorwaarden willen opstellen wanneer ze willen trouwen, of wanneer ze ze willen wijzigen op het moment dat ze gaan trouwen, worden deze voorwaarden in huwelijkse voorwaarden omgezet, zonder dat er tussenkomst van rechter of notaris nodig is.

## Beperking wettelijke gemeenschap van goederen
De Wet van 24 april 2017 tot wijziging van Boek 1 van het Burgerlijk Wetboek en de Faillissementswet teneinde de omvang van de wettelijke gemeenschap van goederen te beperken, die op 1 januari 2018 inging, beperkt de wettelijke gemeenschap van goederen. Verdergaande gemeenschap van goederen moet dan in huwelijkse voorwaarden worden geregeld, terwijl anderzijds voor sommige bruidsparen de behoefte aan huwelijkse voorwaarden door de wetswijziging zal vervallen. De wijziging is niet van toepassing op tot en met 2017 gesloten huwelijken.